# Lançarote Gonçalves Doraço de Barros
Lançarote Gonçalves Doraço de Barros
O mais remoto membro desta família, de que é possível dar noticia na ilha Terceira, Açores, é Lançarote Gonçalves Doraço de Barros, que vivia pelos anos de 1500 na ilha Terceira, na Casa da Ribeira, Praia da Vitória onde constituiu a família com a seguinte origem:
Lançarote Gonçalves Doraço de Barros, foi casado com Margarida Martins, de quem teve:
1 - João Gonçalves Doraço de Barros, que foi cavaleiro de espora dourada, confirmado por el-rei, e ouvidor da cidade de Azamor.
Instituiu em Março de 1545, na dita Casa da Ribeira, o Morgado e Ermida de São João Baptista, (Ermida de São João Baptista, Praia da Vitória, Ilha Terceira) e foi casado com Catarina Varela de Vilas Boas, de quem teve:
1 - Pedro de Barros Doraço, que herdou o morgado de seu pai, do qual tomou posse em 18 de Fevereiro de 1555. Faleceu em 19 de Fevereiro de 1614.
2 - Custodia Varela de Barros Doraço